# Топурия, Илия
Или́я Топу́рия (груз. ილია თოფურია, англ. Ilia Topuria; род. 21 января 1997, Галле, Германия) — испанский и грузинский боец смешанных боевых искусств. С 2020 года выступает в полулёгком весе под эгидой UFC. Бывший чемпион UFC в полулёгком весе и действующий чемпион UFC в лёгком весе. Занимает 1 строчку среди лучших бойцов независимо от весовой категории (англ. pound-for-pound).

## Биография
Топурия родился на западе Германии в городе Халле в грузинской семье. Переехал в возрасте 7 лет вместе со своей семьей в Грузию, где начал заниматься греко-римской борьбой в школе. Позже в 15 лет перебрался на юго-восток Испании в Аликанте, где стал заниматься смешанными боевыми единоборствами в клубе Climent. Дебютировал как профессионал на местных соревнованиях в 2015 году.

### Ultimate Fighting Championship
11 октября 2020 года на коротком уведомлении дебютировал в организации на турнире UFC Fight Night: Мораис vs. Сэндхэген в Абу-Даби, заменив корейца Чой Сон У в бою против Юссефа Залала. Топурия победил марокканца единогласным решением судей (29-28, 29-28, 29-28).
5 декабря 2020 года на турнире UFC on ESPN: Херманссон vs. Веттори ему противостоял американец Дэймон Джексон. Илия одержал свою первую досрочную победу в UFC, нокаутировав соперника за 2 минуты и 38 секунд.
10 июля 2021 года на UFC 264 его соперником был Райан Холл. Грузинский боец одержал вторую кряду победу нокаутом, победив за 4 минуты и 47 секунд.
22 января 2022 года на UFC 270 должен был состояться его поединок против Мовсара Евлоева, но россиянин выбыл из-за положительного теста на COVID-19 и его должен был заменить канадец Шарль Журден. Однако, сам Топурия снялся с поединка из-за проблем со здоровьем во время весогонки и поединок был отменен.
19 марта 2022 года на турнире UFC Fight Night: Волков vs. Аспинэлл в Лондоне, Топурия заменил Майка Дэвиса в поединке лёгкого веса против местного бойца Джея Херберта. Грузин в первом раунде побывал в нокдауне после удара ногой в голову, но во втором сумел нокаутировать британца. За эту победу Топурия получил первый бонус за «Выступление вечера» в размере 50 тысяч долларов.
29 октября 2022 года на турнире UFC Fight Night: Кэттер vs. Аллен должен был встретиться с Эдсоном Барбозой, но бразилец получил травму колена в конце сентября и их поединок был отменен.
10 декабря 2022 года на UFC 282 состоялся его поединок против Брайса Митчелла. На момент их боя оба шли без поражений, Брайс на серии из 15 побед подряд, Илия — на 12. Топурия одолел оппонента удушающим приёмом «ручной треугольник» и во второй раз был удостоен бонуса в 50 тысяч долларов за «Выступление вечера».
17 июня 2023 года должен был подраться с Джошем Эмметтом на UFC on ESPN: Кара-Франс vs. Альбази, но их встреча была перенесена на неделю и возглавила турнир UFC on ABC: Эмметт vs. Топурия. Топурия в пятираундовом поединке одолел американца единогласным решением (50-44, 50-42, 49-45) и в третий раз получил бонус — теперь за «Бой вечера».
17 февраля 2024 года на турнире UFC 298 Топурия встретился с чемпионом Александром Волкановски, который вернулся в свой дивизион после второго поединка с легковесом Исламом Махачевым. На четвёртой минуте второго раунда Илия отправил Волкановски в нокдаун правым оверхендом, после чего добил его в партере и завоевал титул чемпиона UFC в полулегком весе.
26 октября 2024 года на UFC 308 Илия впервые защитил пояс против Макса Холлоуэйя, нокаутировав его в 3-ьем раунде.
20 февраля 2025 года стало известно, что Топурия переходит в лёгкую весовую категорию, тем самым освобождая пояс чемпиона в полулёгком весе.
29 июня состоялся бой за вакантный титул в легкой весовой против Чарльза Оливейры. Илия Топурия забрал пояс, победив бразильца нокаутом в первом раунде.

## Титулы и достижения
- Орден Чести (2024)[17].

### Mix FightEvents
Чемпион в полулёгком весе (1 раз).

### Ultimate Fighting Championship
- - Чемпион UFC в лёгком весе (один раз, действующий)
  - Первый чемпион двух дивизионов с непобежденным рекордом
  - Чемпион UFC в полулёгком весе (один раз, бывший)
    - Одна успешная защита титула против Макса Холлоуэя
    - Первый грузинский чемпион в истории UFC

- - Бонус за «Выступление вечера» (5 раз) против: Джея Херберта, Брайса Митчелла, Александра Волкановского, Макса Холлоуэя и Чарльза Оливейры;
  - Бонус за «Бой вечера» (1 раз) против: Джоша Эмметта.

## Статистика в профессиональном ММА
| Боёв 17  | Побед 17 | Поражений 0 |
| -------- | -------- | ----------- |
| Нокаутом | 7        | 0           |
| Сдачей   | 8        | 0           |
| Решением | 2        | 0           |

| Результат | Рекорд | Соперник                | Способ                                       | Турнир                                | Дата            | Раунд | Время | Место                     | Примечание                                                                                                   |
| --------- | ------ | ----------------------- | -------------------------------------------- | ------------------------------------- | --------------- | ----- | ----- | ------------------------- | --- |
| Победа    | 17-0   | Чарльз Оливейра         | Нокаут (комбинация из двух хуков)            | UFC 317                               | 29 июня 2025    | 1     | 2:27  | Лас-Вегас, Невада, США    | Завоевал вакантный титул чемпиона UFC в легком весе; «Выступление вечера» (5)                                |
| Победа    | 16-0   | Макс Холлоуэй           | Нокаут (удары руками)                        | UFC 308                               | 26 октября 2024 | 3     | 1:34  | Абу-Даби, ОАЭ             | Защитил (1) титул чемпиона UFC в полулегком весе; «Выступление вечера» (4)                                   |
| Победа    | 15-0   | Александр Волкановски   | Нокаут (удары руками)                        | UFC 298                               | 17 февраля 2024 | 2     | 3:32  | Анахайм, Калифорния, США  | Завоевал титул чемпиона UFC в полулегком весе; «Выступление вечера» (3)                                      |
| Победа    | 14-0   | Джош Эмметт             | Единогласное решение                         | UFC on ABC: Эмметт vs. Топурия        | 24 июня 2023    | 5     | 5:00  | Джексонвиль, Флорида, США | «Бой вечера» (1)                                                                                             |
| Победа    | 13-0   | Брайс Митчелл           | Сдача (ручной треугольник)                   | UFC 282                               | 10 декабря 2022 | 2     | 3:10  | Лас-Вегас, Невада, США    | Возвращение в полулёгкий вес. «Выступление вечера» (2)                                                       |
| Победа    | 12-0   | Джей Херберт            | Нокаут (удар рукой)                          | UFC Fight Night: Волков vs. Аспиналл  | 19 марта 2022   | 2     | 1:07  | Лондон, Великобритания    | Дебют в лёгком весе. «Выступление вечера» (1)                                                                |
| Победа    | 11-0   | Райан Холл              | Нокаут (удары руками)                        | UFC 264                               | 10 июля 2021    | 1     | 4:47  | Лас-Вегас, Невада, США    | |
| Победа    | 10-0   | Дэймон Джексон          | Нокаут (удар рукой)                          | UFC on ESPN: Херманссон vs. Веттори   | 5 декабря 2020  | 1     | 2:39  | Лас-Вегас, Невада, США    | |
| Победа    | 9-0    | Юсеф Залал              | Единогласное решение                         | UFC Fight Night: Мораис vs. Сэндхэген | 10 октября 2020 | 3     | 5:00  | Абу-Даби, ОАЭ             | Дебют в UFC                                                                                                  |
| Победа    | 8-0    | Стивен Гонсалвес        | Нокаут (удар рукой)                          | Brave CF 29                           | 15 ноября 2019  | 1     | 3:42  | Мадинат-Иса, Бахрейн      | |
| Победа    | 7-0    | Луис Гомес              | Сдача (удушение треугольником и рычаг локтя) | Brave CF 26                           | 7 сентября 2019 | 1     | 1:15  | Богота, Колумбия          | Вернулся в полулёгкий вес                                                                                    |
| Победа    | 6-0    | Брайан Булэнд           | Техническая сдача (удушение Д’Арс)           | Cage Warriors 94                      | 16 июня 2018    | 1     | 1:39  | Антверпен, Бельгия        | Бой за вакантный пояс чемпиона CW в легчайшем весе. Топурия не смог сделать вес (63,23 кг) и не получил пояс |
| Победа    | 5-0    | Мика Хамалэйнен         | Сдача (гильотина)                            | CAGE 43                               | 28 апреля 2018  | 1     | 3:35  | Хельсинки, Финляндия      | Дебют в легчайшем весе                                                                                       |
| Победа    | 4-0    | Джон Гуарин             | Сдача (гильотина)                            | Mix Fight Events                      | 5 ноября 2016   | 2     | 2:50  | Валенсия, Испания         | Завоевал вакантный пояс чемпиона MFE в полулёгком весе                                                       |
| Победа    | 3-0    | Даниэль Васкес          | Сдача (удушение сзади)                       | Mix Fight Events                      | 7 мая 2016      | 1     | 1:50  | Аликанте, Испания         | Бой в промежуточном весе 63,96 кг                                                                            |
| Победа    | 2-0    | Калил Мартин Эль Чалиби | Сдача (удушение сзади)                       | Climent MMA — Show 4                  | 9 мая 2015      | 1     | 1:03  | Аликанте, Испания         | |
| Победа    | 1-0    | Франциско Асприлья      | Сдача (треугольник)                          | West Coast Warriors                   | 4 апреля 2015   | 1     | 3:30  | Валенсия, Испания         | Дебют в полулёгком весе                                                                                      |